# كلام الناس 2 (مسلسل)
كلام الناس 2 مسلسل سعودي من تأليف علاء حمزة ومن إخراج علاء حمزة ويعرض على التلفزيون السعودي والعرض الأول (1 رمضان 1434 هـ - 10 يوليو 2 (عدد)013).

## قصة المسلسل
يحاكي مسلسل كلام الناس 2 عدة محاور أساسية في الحياة السعودية والتي تعكس موضوعات هامة داخل المجتمع السعودي وإيجابيات وسلبيات الناس.

## طاقم العمل
1. حسن عسيري
2. يوسف الجراح
3. رياض الصالحاني
4. لمار
5. محمد الحجي
6. بشير الغنيم
7. عماد اليوسف
8. أفنان فؤاد
9. محمد المفرح
10. عبد العزيز السكيرين
11. مرزوق الغامدي
12. محمد المنصور
13. خالد منقاح
14. غزلان ناصر
15. أحمد شعيب
16. محمد الفرحان
17. عبد العزيز المبدل
18. عبد العزيز الفريحي
19. أيمن بركات
20. مجاهد العمري
21. يامور
22. نور حسين